# Мей (тауншип, округ Вашингтон, Миннесота)
Мей (англ. May) — тауншип в округе Вашингтон, Миннесота, США. На 2000 год его население составило 2928 человек.

## География
По данным Бюро переписи населения США площадь тауншипа составляет 97,4 км², из которых 91,4 км² занимает суша, а 6,0 км² — вода (6,14 %).

## Демография
По данным переписи населения 2000 года здесь находились 2928 человек, 1007 домохозяйств и 842 семьи.  Плотность населения —  32,0 чел./км².  На территории тауншипа расположено 1102 постройки со средней плотностью 12,1 построек на один квадратный километр. Расовый состав населения: 97,75 % белых, 0,10 % афроамериканцев, 0,31 % коренных американцев, 0,75 % азиатов, 0,48 % — других рас США и 0,61 % приходится на две или более других рас. Испанцы или латиноамериканцы любой расы составляли 1,26 % от популяции тауншипа.
Из 1007 домохозяйств в 42,4 % воспитывались дети до 18 лет, в 75,9 % проживали супружеские пары, в 4,6 % проживали незамужние женщины и в 16,3 % домохозяйств проживали несемейные люди. 12,7 % домохозяйств состояли из одного человека, при том 3,8 % из — одиноких пожилых людей старше 65 лет. Средний размер домохозяйства — 2,90, а семьи — 3,19 человека.
29,0 % населения — младше 18 лет, 5,5 % — в возрасте от 18 до 24 лет, 25,4 % — от 25 до 44, 32,5 % — от 45 до 64, и 7,6 % — старше 65 лет. Средний возраст — 41 год. На каждые 100 женщин приходилось 103,1 мужчин.  На каждые 100 женщин старше 18 приходилось 102,9 мужчин.
Средний годовой доход домохозяйства составлял 80 374 доллара, а средний годовой доход семьи —  84 953 доллара. Средний доход мужчин —  58 355 долларов, в то время как у женщин — 41 492. Доход на душу населения составил 32 765 долларов. За чертой бедности находились 0,8 % семей и 2,1 % всего населения тауншипа, из которых 3,0 % младше 18 и 2,4 % старше 65 лет.